# Kaladevanahalli, Muddebihal
Kaladevanahalli là một làng thuộc tehsil Muddebihal, huyện Bijapur, bang Karnataka, Ấn Độ.